# نيستيفل (كنتاكي)
نيتسفيل هي منطقة فردية في مقاطعة أدير في ولاية كنتاكي الأمريكية. تقع عند تقاطع طريق كنتاكي 206 وطريق كنتاكي 76. يبلغ ارتفاعها 705 قدمًا (215 مترًا).
في تاريخها المبكر من حوالي عام 1810 إلى عام 1900، نمت نيتسفيل تدريجيًا لتصبح مدينة مدمجة راسخة. تم نقلها مرتين على مر السنين، مرة بسبب الفيضانات حوالي عام 1900-1902، والتي دمرت المدينة، ومرة في الستينيات عندما تم حجز نهر جرين لإفساح المجال لخزان نهر جرين.

## التاريخ
أشارت مصادر وحسابات مختلفة إلى نيتسفيل باعتبارها قرية وقرية بريدية وقرية صغيرة ومدينة في أوقات مختلفة من تاريخها. تم تأسيس المجتمع في أوائل القرن التاسع عشر على يد عائلة نيت، وكان راندولف نيت أول من استحوذ على أرض هناك.
ومع توسعه، نما المجتمع ليشمل العديد من المتاجر، وفندق، وعيادة طبيب، ومطاحن، ومنشرة، ومصانع تقطير، وصالون، ومعمل ملح، وصانع البراميل وآلة تمشيط ومحفل ماسوني. تم دمجها كمدينة في 23 فبراير 1847. تم إنشاء مكتب البريد الخاص بها في 13 مارس 1844، وأغلق في عام 1886. في عام 1848 قُدِّر عدد سكان المدينة بحوالي 50، وفي عام 1876 قُدِّر عدد سكان المدينة بحوالي 60. تم نقل المحفل الماسوني إلى بيليتون في عام 1917.

### عمليات نقل
في وقت ما حوالي عامي 1900 و1902، دمر فيضان كبير المدينة، مما استلزم نقلها من الضفة الشمالية إلى الضفة الجنوبية لنهر جرين وفي ذلك الوقت تم التخلي عن الموقع السابق. حدث تآكل في أساسات المباني في الموقع السابق بسبب الفيضان. وصف تقرير محلي عام 1916 للموقع السابق للمدينة بعد الفيضان بأنه "مدمرة تقريبًا" و"في حالة خراب". تم نقل نيتسفيل لاحقًا إلى موقعها الحالي في وقت ما في الستينيات، عندما تم حجز نهر غرين لتمكين إنشاء خزان نهر جرين.